# Проспект-парк (Нью-Йоркское метро)
|   |   |   |       |       |   |   |                           |
| · | · | · | B · Q | B · Q | · | · | S (челнок Франклин-авеню) |

|   |   |   |       |       |   |   |                           |
| · | · | · | B · Q | B · Q | · | · | S (челнок Франклин-авеню) |

«Проспект-парк» (англ. Prospect Park) — станция Нью-Йоркского метрополитена, расположенная на линиях Франклин-авеню, Би-эм-ти, и Брайтон, Би-эм-ти. Находится в Бруклине, в округе Флэтбуш, на пересечении Флатбуш-авеню c Бульваром Эмпайр. На станции останавливаются маршруты: B (в будни днём и вечером до 23:00), Q (круглосуточно) и S (челнок Франклин-авеню, круглосуточно). По двум центральным путям станции проходят поезда маршрутов B и Q, а по крайнему восточному пути — маршрута S (челнок Франклин-авеню). Станция является южной конечной для маршрута S (челнок Франклин-авеню). Названа по располагающейся рядом достопримечательности Бруклина — Проспект-парку.

## История

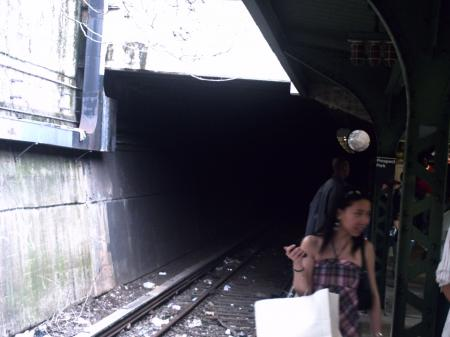
Северная часть станции

Станция была открыта 2 июля 1878 года в качестве конечной станции на BMT Brighton Line (позже — линия Брайтон). 18 августа того же года линия была продлена на север и присоединена к Железной дороге Лонг-Айленда.
В 1918 году началась реконструкция станции, в связи с её присоединением к остальной части Нью-Йоркского метро — к Манхэттенскому мосту и Montague Street Tunnel. Дата открытия была перенесена на несколько месяцев в связи с крушением поезда S при въезде в тоннель со стороны станции Ботанический сад. В результате инцидента погибло 93 человека. Поезд из-за превышения скорости сошёл с рельсов и врезался в опоры тоннеля. Тем не менее новое соединение было открыто буквально через полтора года — 1 августа 1920 года. С этого момента к югу от станции на линии открыто экспресс-сообщение.
Эта станция является ближайшей к бейсбольному стадиону Эббетс Филд.
В октябре 2008 года были арестованы работавшие здесь сотрудники полиции, которых подозревали в изнасиловании. Все они впоследствии были оправданы.

## Описание станции
Станция является наземной, расположена на четырехпутной линии и представлена двумя островными платформами. Во всю длину платформ расположен навес, каждый из которых поддерживают два ряда красных колонн. На колоннах также имеются таблички с названием станции.
К северу от станции линия раздваивается. Центральные пути, принадлежащие линии Брайтон, уходят на северо-запад, там линия становится подземной (маршруты B и Q). Боковой восточный путь, принадлежащий линии Франклин-авеню и служащий своего рода оборотным тупиком для челнока (маршрут S (челнок Франклин-авеню)), а также боковой западный, не используемый обычно, продолжаются на север. К югу от станции линия остаётся четырёхпутной, причём идущие по центральным путям маршруты разветвляются на экспресс-пути (маршрут B) и локальные (маршрут Q).
Станция имеет два выхода. Круглосуточно открыт только один — с южного конца станции. Он представлен лестницами и вестибюлем, в котором располагается зал ожидания и турникетный павильон. Здесь же есть бесплатный переход между платформами. Выход оборудован лифтами и приводит к северной стороне Линкольн-роуд, между Оушен- и Флатбуш-авеню. Второй выход работает только на выход пассажиров, работает не всё время. Он представлен только полноростовыми турникетами и приводит к Лефортс-авеню, между Оушен- и Флатбуш-авеню.